# Germigny (Marne)
Germigny és un municipi francès, situat al departament del Marne i a la regió del Gran Est. L'any 2007 tenia 193 habitants.

## Demografia

### Població
El 2007 la població de fet de Germigny era de 193 persones. Hi havia 76 famílies, de les quals 12 eren unipersonals (12 dones vivint soles i 12 dones vivint soles), 32 parelles sense fills i 32 parelles amb fills.
La població ha evolucionat segons el següent gràfic:
Habitants censats

### Habitatges
El 2007 hi havia 84 habitatges, 77 eren l'habitatge principal de la família, 2 eren segones residències i 5 estaven desocupats. 81 eren cases i 3 eren apartaments. Dels 77 habitatges principals, 66 estaven ocupats pels seus propietaris, 9 estaven llogats i ocupats pels llogaters i 2 estaven cedits a títol gratuït; 2 tenien una cambra, 2 en tenien dues, 3 en tenien tres, 12 en tenien quatre i 58 en tenien cinc o més. 72 habitatges disposaven pel capbaix d'una plaça de pàrquing. A 24 habitatges hi havia un automòbil i a 45 n'hi havia dos o més.

### Piràmide de població
La piràmide de població per edats i sexe el 2009 era:
| Homes | Edats   | Dones |
| ----- | ------- | ----- |
| 0     | 95 o +  | 0     |
| 0     | 90 a 94 | 0     |
| 0     | 85 a 89 | 4     |
| 0     | 80 a 84 | 0     |
| 4     | 75 a 79 | 4     |
| 0     | 70 a 74 | 4     |
| 8     | 65 a 69 | 4     |
| 4     | 60 a 64 | 12    |
| 8     | 55 a 59 | 4     |
| 4     | 50 a 54 | 8     |
| 20    | 45 a 49 | 12    |
| 8     | 40 a 44 | 12    |
| 4     | 35 a 39 | 4     |
| 4     | 30 a 34 | 0     |
| 0     | 25 a 29 | 4     |
| 4     | 20 a 24 | 4     |
| 20    | 15 a 19 | 8     |
| 24    | 10 a 14 | 12    |
| 0     | 5 a 9   | 4     |
| 4     | 0 a 4   | 4     |

## Economia
El 2007 la població en edat de treballar era de 143 persones, 107 eren actives i 36 eren inactives. De les 107 persones actives 103 estaven ocupades (56 homes i 47 dones) i 4 estaven aturades (1 home i 3 dones). De les 36 persones inactives 14 estaven jubilades, 16 estaven estudiant i 6 estaven classificades com a «altres inactius».

### Ingressos
El 2009 a Germigny hi havia 73 unitats fiscals que integraven 178 persones, la mediana anual d'ingressos fiscals per persona era de 24.090,5 €.

### Activitats econòmiques
Dels 9 establiments que hi havia el 2007, 4 eren d'empreses de construcció, 1 d'una empresa de comerç i reparació d'automòbils, 1 d'una empresa de transport, 1 d'una empresa d'hostatgeria i restauració, 1 d'una empresa de serveis i 1 d'una empresa classificada com a «altres activitats de serveis».
Dels 4 establiments de servei als particulars que hi havia el 2009, 2 eren guixaires pintors, 1 fusteria i 1 lampisteria.
L'any 2000 a Germigny hi havia 23 explotacions agrícoles que ocupaven un total de 195 hectàrees.

## Poblacions més properes
El següent diagrama mostra les poblacions més properes.